# Míriam Colón
Míriam Colón (ur. 20 sierpnia 1936 w Ponce, zm. 3 marca 2017 w Nowym Jorku) – amerykańska aktorka filmowa i telewizyjna pochodząca z Portoryko.
Uczęszczała do słynnego Actors Studio Eli Kazana. Najbardziej znana jest z roli matki Tony’ego Montany (w tej roli Al Pacino), głównego bohatera głośnego filmu gangsterskiego Briana De Palmy pt. Człowiek z blizną (1983). Wcześniej, w latach 60. pojawiła się w dwóch westernach z udziałem Marlona Brando. W 1961 zagrała niewielką rolę w Dwóch obliczach zemsty, a 5 lat później jedną z głównych ról w Appaloosie (1966). Wystąpiła także w roli babci głównego bohatera w piłkarskiej trylogii zapoczątkowanej w 2005 filmem Gol!.
Pod koniec lat 60. założyła na nowojorskim Manhattanie Puerto Rican Traveling Theater.
W 2014 z rąk prezydenta Baracka Obamy otrzymała Narodowy Medal Sztuki.
Zmarła w wieku 80 lat w następstwie komplikacji związanych z infekcją płuc.

## Filmografia

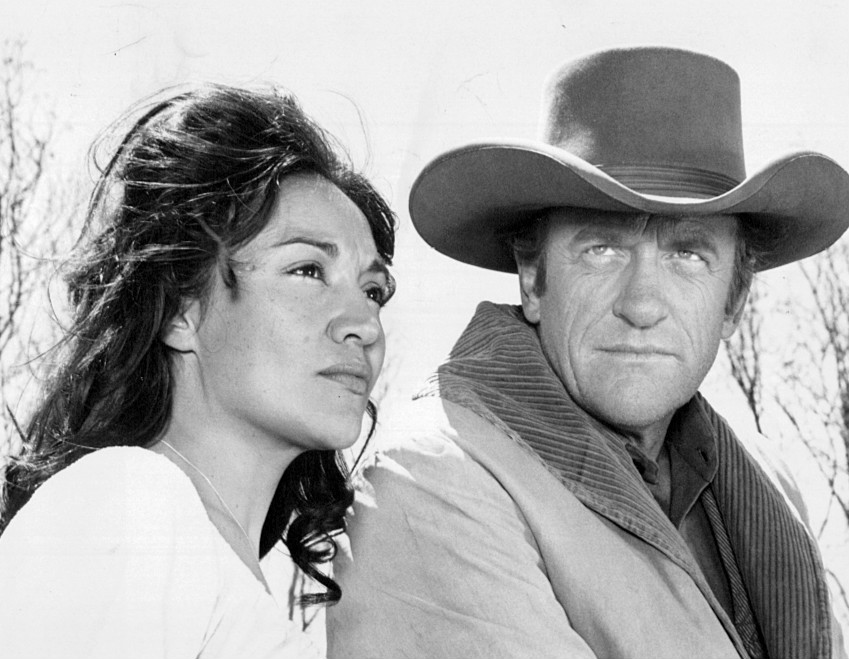
Míriam Colón z Jamesem Arnessem w jednym z odcinków serialu Gunsmoke (1970)

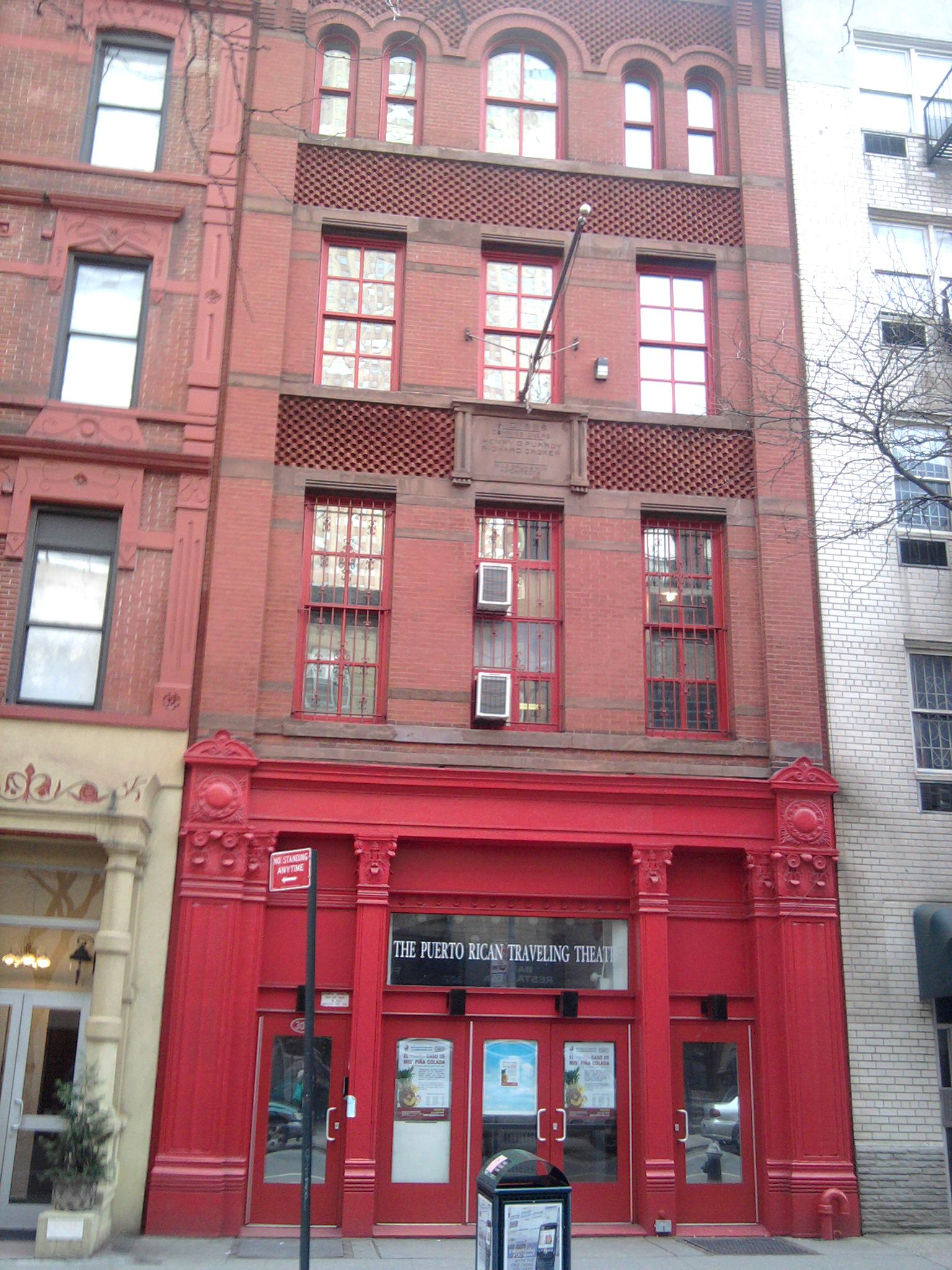
Puerto Rican Traveling Theater – teatr założony przez Míriam Colón

### Filmy
- Dwa oblicza zemsty (1961) jako Rudowłosa
- Appaloosa (1966) jako Ana
- Opętanie Joela Delaneya (1972) jako Veronica
- Człowiek z blizną (1983) jako Georgina Montana, matka Tony’ego (Mama Montana)
- Miasto nadziei (1991) jako pani Ramirez
- Dom dusz (1993) jako Nana
- Sabrina (1995) jako Rosa
- Na granicy (1996) jako Mercedes Cruz
- Gloria (1999) jako Maria
- Rącze konie (2000) jako Doña Alfonsa
- Miłość lub ojczyzna. Historia Artura Sandovala (2000) jako Cirita Sandoval
- Gol! (2005) jako Mercedes Muñez, babcia Santiago
- Gol 2 (2007) jako Mercedes Muñez
- Gol 3 (2009) jako Mercedes Muñez
- Dziewczyna ma kłopoty (2015) jako babcia

### Seriale TV
- Gunsmoke (1955–1975) – różne role w 8 odcinkach
- Peter Gunn (1958-1961) jako Maria DeCara (gościnnie, 1959)
- Alfred Hitchcock przedstawia (1955-1965) jako Lolla (gościnnie, 1962)
- Doktor Kildare (1961-1966) jako Pila/Rani Stewart (gościnnie, 1962)
- Ścigany (1963-1967) jako Mercedes Anza (gościnnie, 1967)
- Bonanza (1959–1973) jako Anita Lavez (gościnnie, 1969)
- Autostrada do nieba (1984–1989) jako Anna Martinez (gościnnie, 1987)
- Prawnicy z Miasta Aniołów (1986–1994) jako Gaby Sifuentes (gościnnie, 1991)
- Napisała: Morderstwo (1984−1996) jako Consuella Montejano (gościnnie, 1992)
- Prawo i porządek (1990-2010) jako pani Anna Rivers  (gościnnie, 1991)
- Nowojorscy gliniarze (1993–2005) jako Valeria Santiago (gościnnie, 1994)
- Zagadki Cosby’ego (1994–1995)
- Ulice Laredo (1995) jako Estrella
- Wszystkie moje dzieci (1970−2011) jako Lydia Flores (gościnnie, 1995)
- Tylko jedno życie (1968-2012) jako Maria „Abuelita” Delgado (gościnnie, w odc. z lat 1996-97)
- Cosby (1996–2000) jako Lillian (gościnnie, 1996)
- Brygada ratunkowa (1999–2005) jako Theresa Caffey (gościnnie, 2001)
- Guiding Light (1952-2009) jako Maria Santos (gościnnie w jednym odcinku z 2001)
- Prawo i porządek: sekcja specjalna (od 1999) jako Yolanda (gościnnie, 2009)
- Jak to się robi w Ameryce (2010–2011) jako babcia Camerona
- Siostra Hawthorne (2009–2011) jako mama Renata, matka Nicka (gościnnie, 2011)
- Zadzwoń do Saula (od 2015) jako Abuelita (gościnnie, 2015)